# Caphornia bicolor
Caphornia bicolor là một loài bướm đêm trong họ Noctuidae.